# ヴァンデ・バーラト (鉄道車両)
この項目では、インドの国営鉄道事業者であるインド鉄道が国内各地に運行している長距離列車のヴァンデ・バーラト急行（Vande Bharat Express）に使用されている電車について解説する。営業最高速度160 km/hの高速車両で、2019年に営業運転を開始した。製造当初はトレイン18（Train 18）と呼ばれていた。

## 導入までの経緯
2018年、インド鉄道は、国内各地を結ぶ長距離急行列車のシャターブディー急行（Shatabdi Express）に代わる高速列車として、インド国産の長距離電車を製造するプロジェクトを発表した。これに基づき、チェンナイに工場を有するインテグラル・コーチ・ファクトリーによって同年に最初の車両が完成し、2019年2月15日に出発式が行われた。この営業運転開始に備えてインド各地で試運転が実施され、特に2018年12月に実施された試運転においては、最高速度180 km/hというインドの電車における当時の歴代最高速度を記録した。
ただし、1次車については製造時の契約に関して一部の企業が優遇されているという不正疑惑が浮上し入札がキャンセルされた影響から2編成しか製造されず、本格的な増備は入札システムを改めた上で発注が行われ2022年に製造が開始された2次車以降となっている。また、2022年8月に実施された試運転で、前述した記録を上回る最高速度183 km/hを達成している。

## 概要

### 共通事項
ヴァンデ・バーラト急行に用いられる電車は、流線形の前面形状を持つ先頭車両を有する動力分散方式を採用した編成で、従来のシャターブディー急行を始めとした機関車牽引の列車（動力集中方式）と比較して加速度が向上している。後述のように需要に応じて編成の増減が自由に可能な構造になっており、初期から製造されていた16両編成に加えて2023年以降は営業距離150 km未満の短距離区間や利用客が少ない系統用として8両編成の列車の製造も実施されている他、2024年9月からは一部の列車に定員数の増加を目的として20両編成の導入が行われている。
車体設計はインド鉄道の標準型客車であるLHB客車が基になっており、落書きや汚れの付着を防止するため車体表面にはビニール加工が施されている。乗降扉は自動ドアで、下部には車両とプラットホームを隙間を解消するための収納式ステップが設置されている。塗装については第27編成まで白色を基調に青色の帯が各所に塗られているものが用いられていたが、各部に改良を実施した第28編成以降はインドの国旗を基にしたサフランオレンジ、灰色、白色を基調としたデザインが採用された他、第50編成以降は前面付近の塗装が再度変更されている。
車内は全車とも冷房が完備されており、3人＋2人掛けのクロスシートが並ぶエコノミークラス（AC Chair Car、CC）と2人＋2人掛けの座席を有する高級なエグゼブティブクラス（Executive Class、EC）の2種類の等級が存在する。快適性を重視した最先端の技術が多数導入されており、wi-fi通信にも対応している。トイレはドイツの企業が開発したバリアフリー対応吸引式バイオトイレが採用されている。既存のインド鉄道の電車と異なり電気機器は全て床下に設置されているため、車内には広い空間が確保されている。これらの機器は最大40 cmの浸水に耐える事が出来る防水構造が施されている。

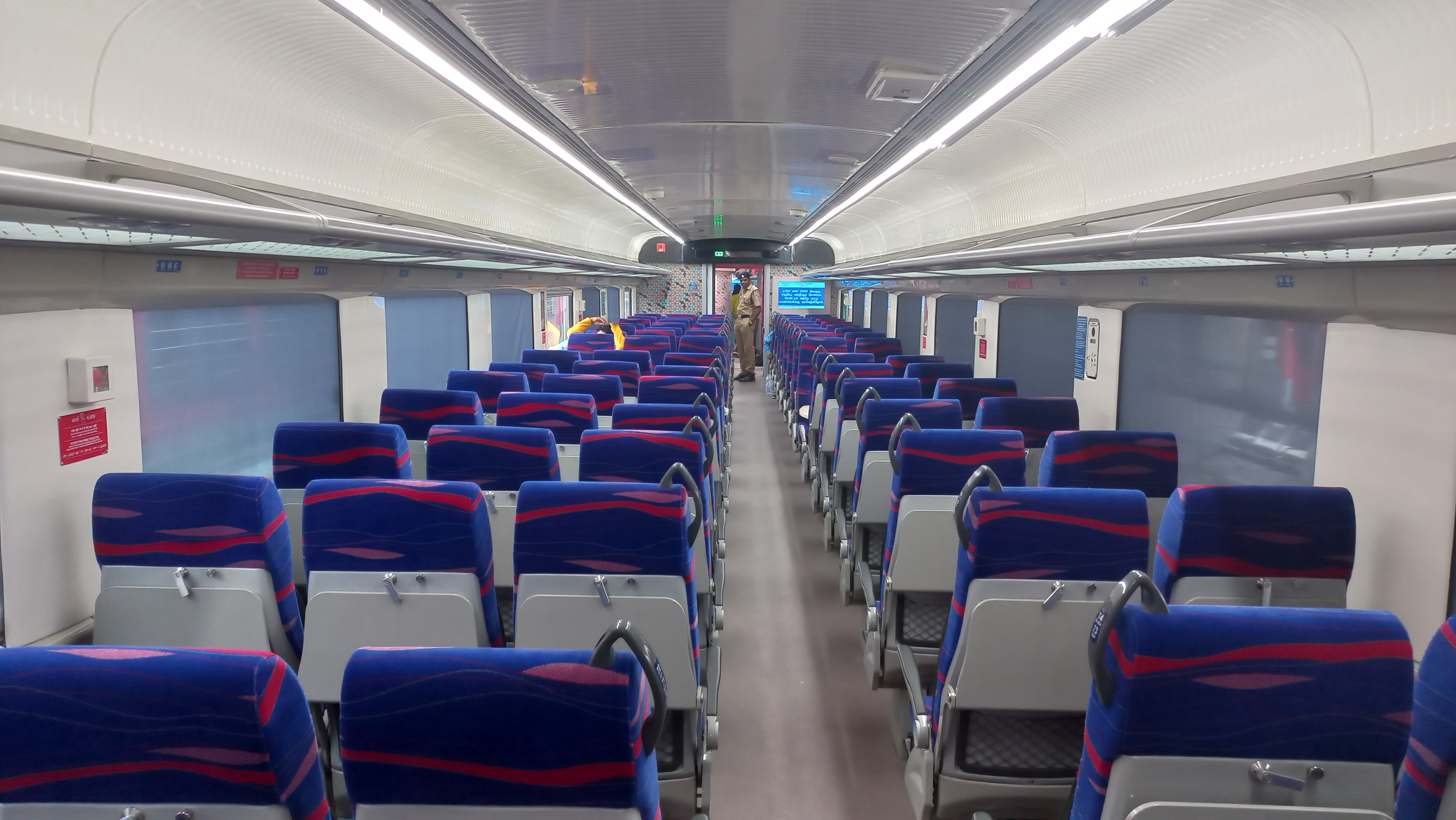
車内（冷房付き座席車、CC）
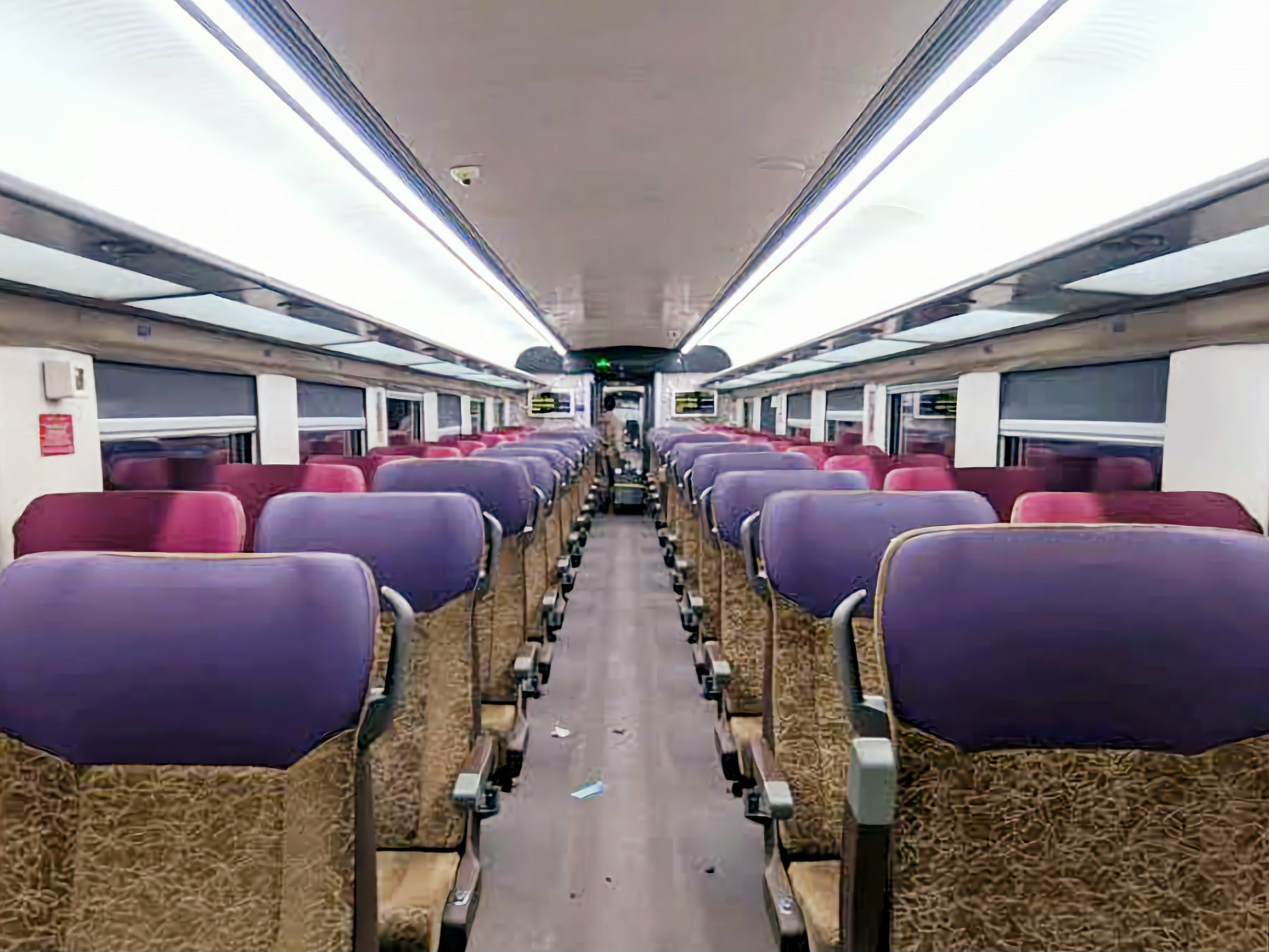
車内（エグゼクティブクラス、EC）
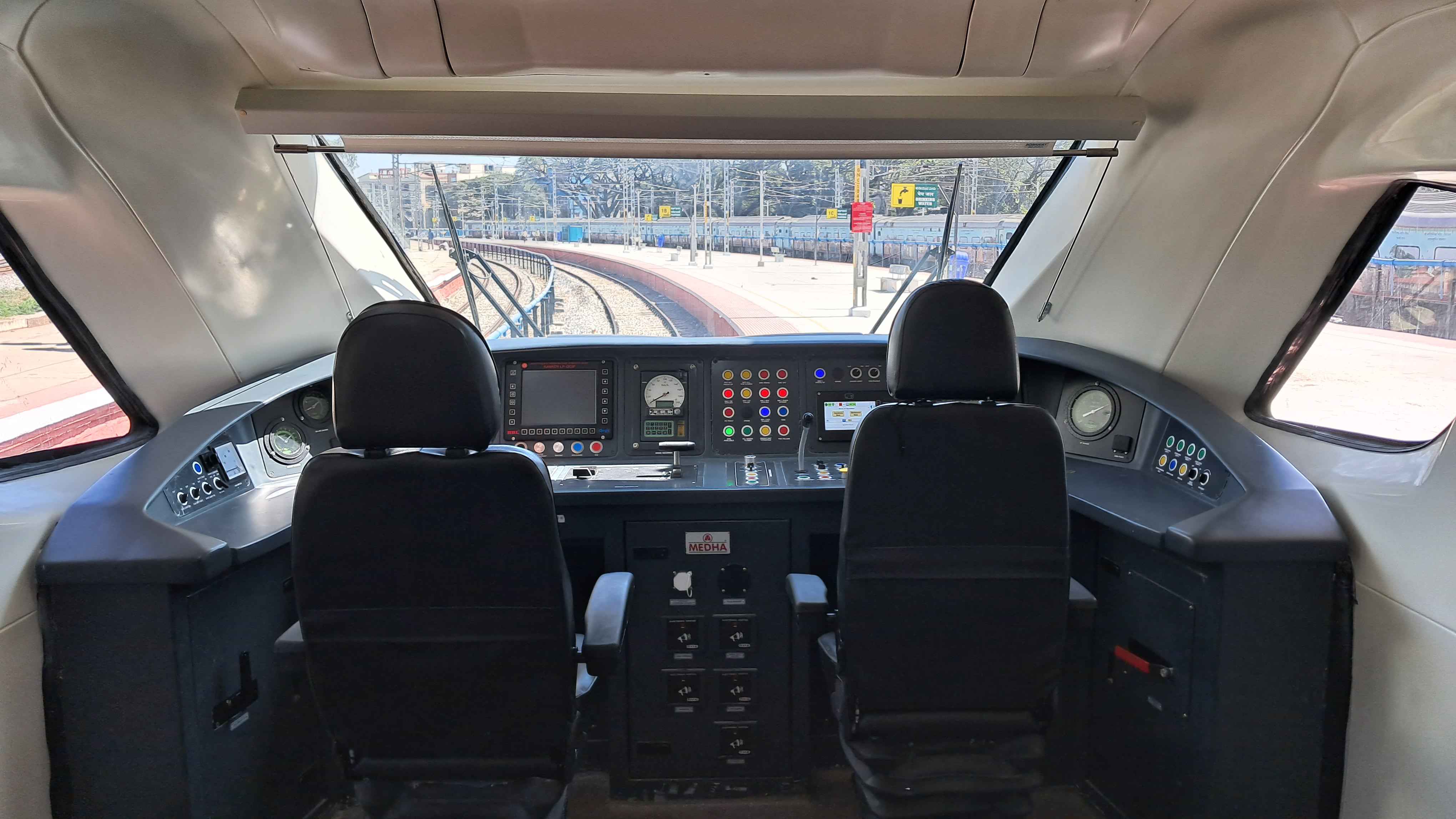
運転台
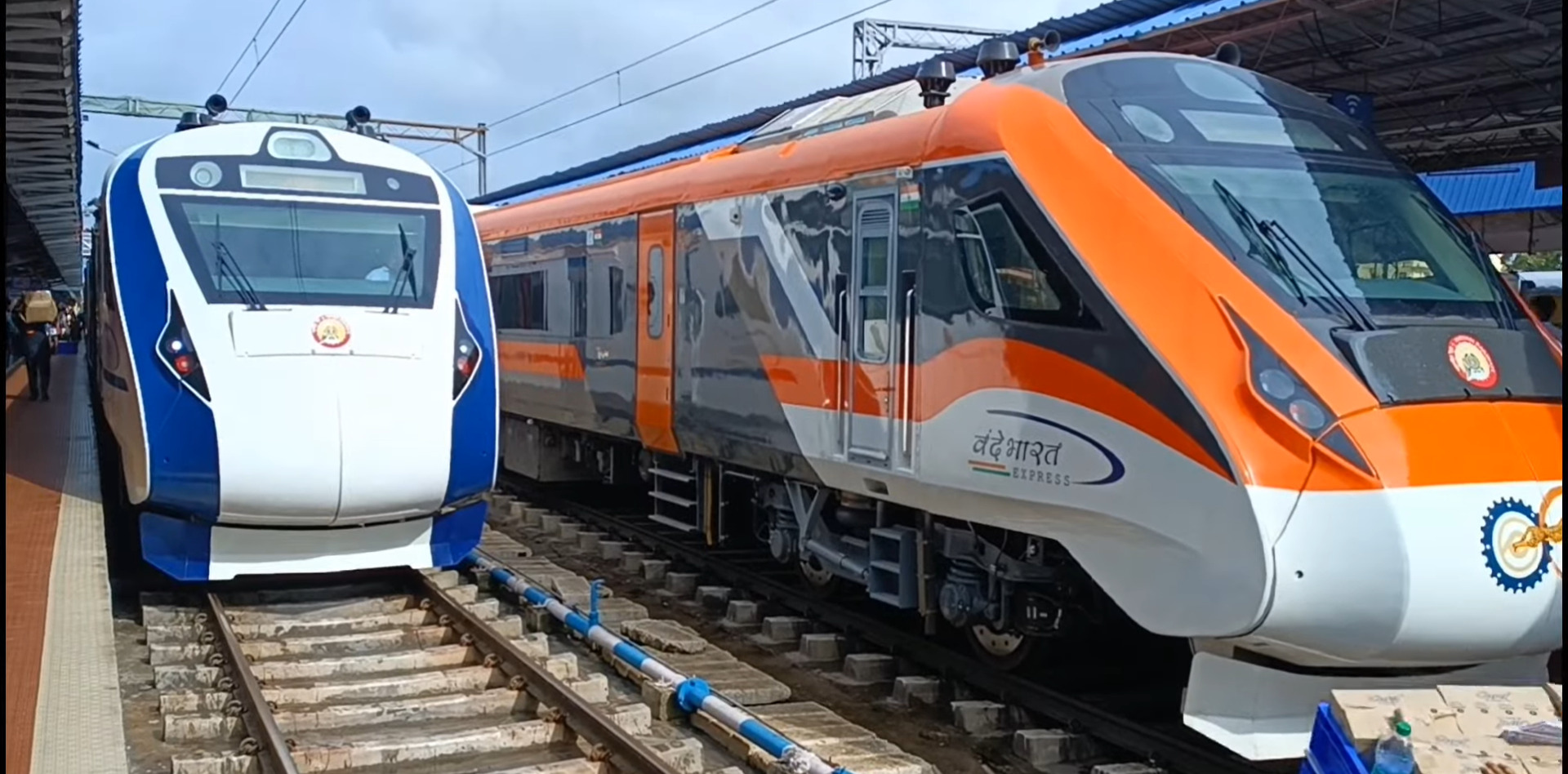
第27編成までの塗装（左）と第28編成以降の新塗装（右） （2023年撮影）

### 改良・設計変更
2022年以降生産が実施されている2次車（VB2）は、以下の点をはじめ各種の改良が施されている
。
- 加速度の向上 - 1次車は発車時から最高速度100 km/hに達するまでに54.6 秒を費やしていたが、2次車は主電動機の改良などにより52秒に短縮されている。
- 編成重量の軽量化 - 台車や機器の改良により、1次車（16両編成）の430 tから392 t（16両編成）への軽量化が実現している。
- 座席の改良 - 等級問わず全ての座席のリクライニング機構が改良されている。
- 空調装置の改良 - エネルギー効率が1次車と比べて15 %向上している。
- 運転台の設計変更 - 列車の機器の状態が確認できるディスプレイが1次車の1基から2基に増加している。
- 安全対策の向上 - 衝突回避システム「カヴァチ（英語版）（Kavach）」に対応した機器が搭載されている。

また、2023年に製造された第28編成以降は、前述した塗装の変更に加え、座席のクッションやリクライニング機構の更なる改良、フットレストの形状変更、照明を始めとしたトイレの改良、防火対策の向上といった設計変更が実施されている。これらの改良は、ヴァンデ・バーラト急行用電車の使用実績に基づいたものになっている。
一方、それ以外にも走行区間に合わせた設計変更が実施されており、アジュメールとデリーを結ぶヴァンデ・バーラト急行（アジュメール-チャンディーガル・ヴァンデ・バーラト急行）に使用される編成は、複層貨物鉄道輸送を実施する電化区間を経由する事から、高い位置に設置された架線に対応したパンタグラフが搭載されている。

## 車種・編成

### 車種
ヴァンデ・バーラト急行用電車の編成には以下の車種が存在しており、付随車2両と電動車2両、もしくは制御車1両・付随車1両・電動車2両の合計4両を1つのユニットとし、それらを組み合わせる形で最短8両から編成が組まれている。
- DTC（制御車） - 車体の一端に運転室を備えた、流線形の前面形状を有する制御車（Driving Trailer Coach）。座席に加え、トイレや車椅子に対応したフリースペース、車内に食事を届けるための設備が存在する。また、床下には自動扉を始めとした車両の機器に電気を供給するための充電池が設置されている[2]。
- TC（付随車） - シングルアーム式パンタグラフが設置された付随車（Trailer Coach）。座席やトイレが設置されている。
- NDTC（付随車） - パンタグラフが設置されていない付随車（Non Driving Trailer Coach）。座席やトイレに加え、供食用設備が存在する他、床下には充電池が設置されている。
- MC（電動車） - 各台車に2基の主電動機が設置され、制御装置や抵抗器も備わっている電動車（Motor Coach）。車内には座席やトイレ、供食用設備が存在する。

### 編成表
| 号車       | 号車       | 1                       | 2                       | 3                       | 4                       | 5                       | 6                       | 7                       | 8                       | 9                       | 10                      | 11                      | 12                      | 13                      | 14                      | 15                      | 16                      |
| 車種       | 車種       | 制御車 (DTC)            | 電動車 (MC)             | 付随車 (TC)             | 電動車 (MC2)            | 付随車 (NDTC)           | 電動車 (MC1)            | 付随車 (TC)             | 電動車 (MC2)            | 付随車 (NDTC)           | 電動車 (MC1)            | 付随車 (TC)             | 電動車 (MC2)            | 電動車 (MC3)            | 付随車 (TC)             | 電動車 (MC)             | 制御車 (DTC)            |
| ユニット   | ユニット   | ユニット1               | ユニット1               | ユニット1               | ユニット1               | ユニット2               | ユニット2               | ユニット2               | ユニット2               | ユニット3               | ユニット3               | ユニット3               | ユニット3               | ユニット4               | ユニット4               | ユニット4               | ユニット4               |
| 等級       | 等級       | エコノミークラス        | エコノミークラス        | エコノミークラス        | エコノミークラス        | エコノミークラス        | エコノミークラス        | エコノミークラス        | エグゼクティブクラス    | エグゼクティブクラス    | エコノミークラス        | エコノミークラス        | エコノミークラス        | エコノミークラス        | エコノミークラス        | エコノミークラス        | エコノミークラス        |
| 座席数     | EC         |                         |                         |                         |                         |                         |                         |                         | 52                      | 52                      |                         |                         |                         |                         |                         |                         |                         |
| 座席数     | CC         | 44                      | 78                      | 78                      | 78                      | 78                      | 78                      | 78                      |                         |                         | 78                      | 78                      | 78                      | 78                      | 78                      | 78                      | 44                      |
| 備考・参考 | 備考・参考 | [ 1 ] [ 3 ] [ 4 ] [ 5 ] | [ 1 ] [ 3 ] [ 4 ] [ 5 ] | [ 1 ] [ 3 ] [ 4 ] [ 5 ] | [ 1 ] [ 3 ] [ 4 ] [ 5 ] | [ 1 ] [ 3 ] [ 4 ] [ 5 ] | [ 1 ] [ 3 ] [ 4 ] [ 5 ] | [ 1 ] [ 3 ] [ 4 ] [ 5 ] | [ 1 ] [ 3 ] [ 4 ] [ 5 ] | [ 1 ] [ 3 ] [ 4 ] [ 5 ] | [ 1 ] [ 3 ] [ 4 ] [ 5 ] | [ 1 ] [ 3 ] [ 4 ] [ 5 ] | [ 1 ] [ 3 ] [ 4 ] [ 5 ] | [ 1 ] [ 3 ] [ 4 ] [ 5 ] | [ 1 ] [ 3 ] [ 4 ] [ 5 ] | [ 1 ] [ 3 ] [ 4 ] [ 5 ] | [ 1 ] [ 3 ] [ 4 ] [ 5 ] |

| 号車       | 号車       | 1                       | 2                       | 3                       | 4                       | 5                       | 6                       | 7                       | 8                       | 9                       | 10                      | 11                      | 12                      | 13                      | 14                      | 15                      | 16                      |
| 車種       | 車種       | 制御車 (DTC)            | 電動車 (MC)             | 付随車 (TC)             | 電動車 (MC2)            | 付随車 (NDTC)           | 電動車 (MC1)            | 付随車 (TC)             | 電動車 (MC2)            | 付随車 (NDTC)           | 電動車 (MC1)            | 付随車 (TC)             | 電動車 (MC2)            | 電動車 (MC3)            | 付随車 (TC)             | 電動車 (MC)             | 制御車 (DTC)            |
| ユニット   | ユニット   | ユニット1               | ユニット1               | ユニット1               | ユニット1               | ユニット2               | ユニット2               | ユニット2               | ユニット2               | ユニット3               | ユニット3               | ユニット3               | ユニット3               | ユニット4               | ユニット4               | ユニット4               | ユニット4               |
| 等級       | 等級       | エコノミークラス        | エコノミークラス        | エコノミークラス        | エコノミークラス        | エコノミークラス        | エコノミークラス        | エコノミークラス        | エグゼクティブクラス    | エグゼクティブクラス    | エコノミークラス        | エコノミークラス        | エコノミークラス        | エコノミークラス        | エコノミークラス        | エコノミークラス        | エコノミークラス        |
| 座席数     | EC         |                         |                         |                         |                         |                         |                         |                         | 52                      | 52                      |                         |                         |                         |                         |                         |                         |                         |
| 座席数     | CC         | 44                      | 78                      | 78                      | 78                      | 78                      | 78                      | 78                      |                         |                         | 78                      | 78                      | 78                      | 78                      | 78                      | 78                      | 44                      |
| 備考・参考 | 備考・参考 | [ 1 ] [ 3 ] [ 4 ] [ 5 ] | [ 1 ] [ 3 ] [ 4 ] [ 5 ] | [ 1 ] [ 3 ] [ 4 ] [ 5 ] | [ 1 ] [ 3 ] [ 4 ] [ 5 ] | [ 1 ] [ 3 ] [ 4 ] [ 5 ] | [ 1 ] [ 3 ] [ 4 ] [ 5 ] | [ 1 ] [ 3 ] [ 4 ] [ 5 ] | [ 1 ] [ 3 ] [ 4 ] [ 5 ] | [ 1 ] [ 3 ] [ 4 ] [ 5 ] | [ 1 ] [ 3 ] [ 4 ] [ 5 ] | [ 1 ] [ 3 ] [ 4 ] [ 5 ] | [ 1 ] [ 3 ] [ 4 ] [ 5 ] | [ 1 ] [ 3 ] [ 4 ] [ 5 ] | [ 1 ] [ 3 ] [ 4 ] [ 5 ] | [ 1 ] [ 3 ] [ 4 ] [ 5 ] | [ 1 ] [ 3 ] [ 4 ] [ 5 ] |

| 号車       | 号車       | 1                       | 2                       | 3                       | 4                       | 5                       | 6                       | 7                       | 8                       |
| 車種       | 車種       | 制御車 (DTC)            | 電動車 (MC)             | 付随車 (TC)             | 電動車 (MC2)            | 電動車 (MC2)            | 付随車 (TC)             | 電動車 (MC)             | 制御車 (DTC)            |
| ユニット   | ユニット   | ユニット1               | ユニット1               | ユニット1               | ユニット1               | ユニット2               | ユニット2               | ユニット2               | ユニット2               |
| 等級       | 等級       | エコノミークラス        | エコノミークラス        | エグゼクティブクラス    | エコノミークラス        | エコノミークラス        | エコノミークラス        | エコノミークラス        | エコノミークラス        |
| 座席数     | EC         |                         |                         | 52                      |                         |                         |                         |                         |                         |
| 座席数     | CC         | 44                      | 78                      |                         | 78                      | 78                      | 78                      | 78                      | 44                      |
| 備考・参考 | 備考・参考 | [ 1 ] [ 3 ] [ 4 ] [ 5 ] | [ 1 ] [ 3 ] [ 4 ] [ 5 ] | [ 1 ] [ 3 ] [ 4 ] [ 5 ] | [ 1 ] [ 3 ] [ 4 ] [ 5 ] | [ 1 ] [ 3 ] [ 4 ] [ 5 ] | [ 1 ] [ 3 ] [ 4 ] [ 5 ] | [ 1 ] [ 3 ] [ 4 ] [ 5 ] | [ 1 ] [ 3 ] [ 4 ] [ 5 ] |

## ギャラリー

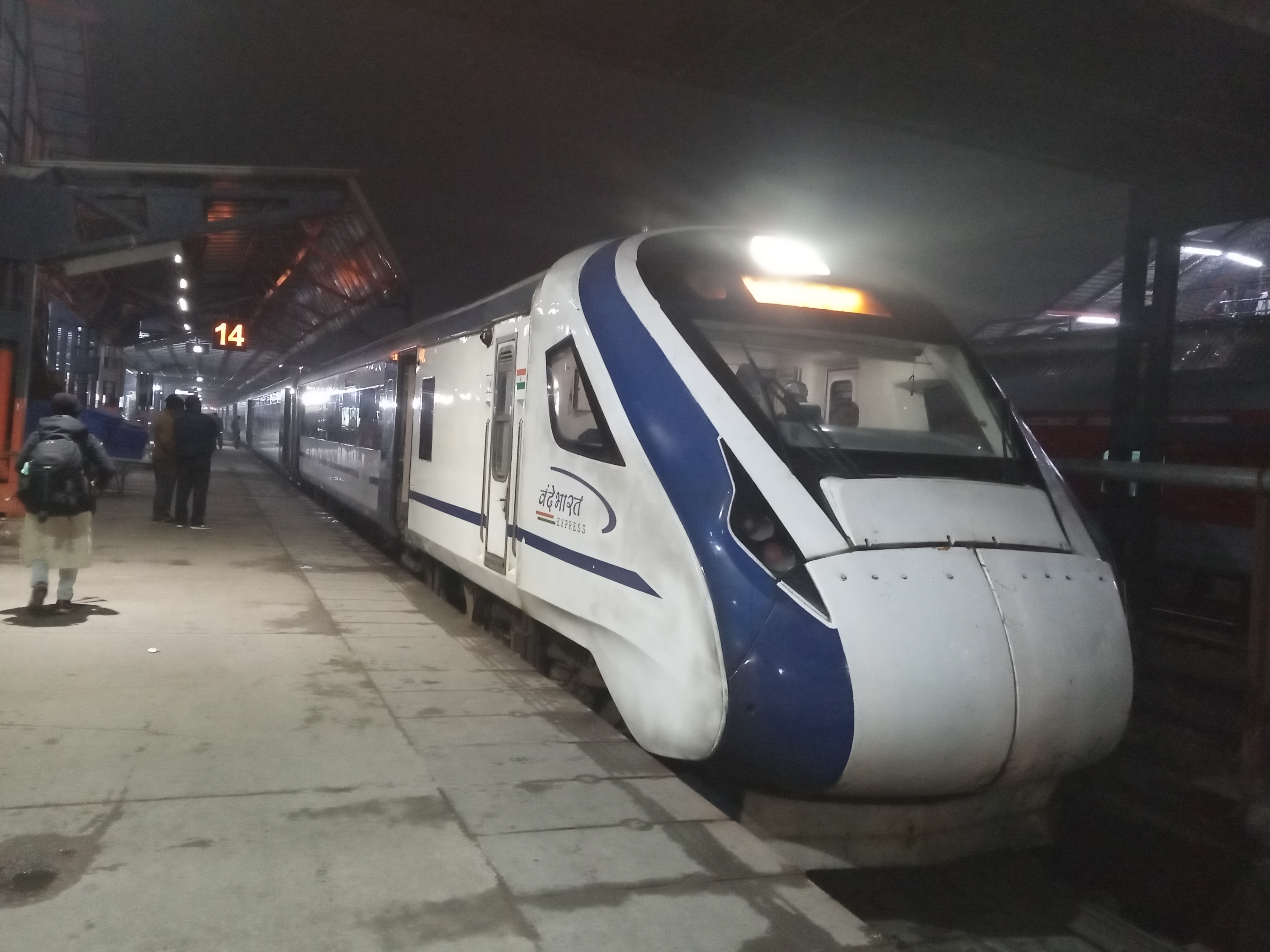
2020年撮影
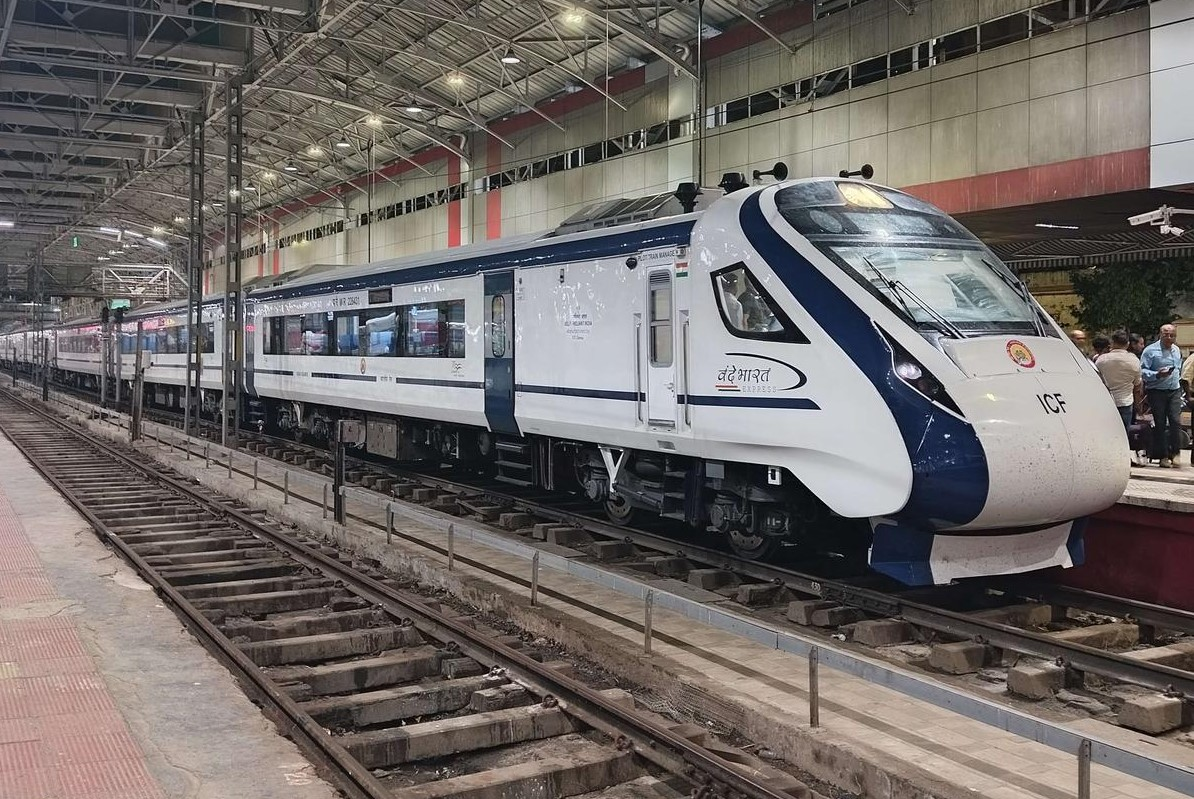
2022年撮影
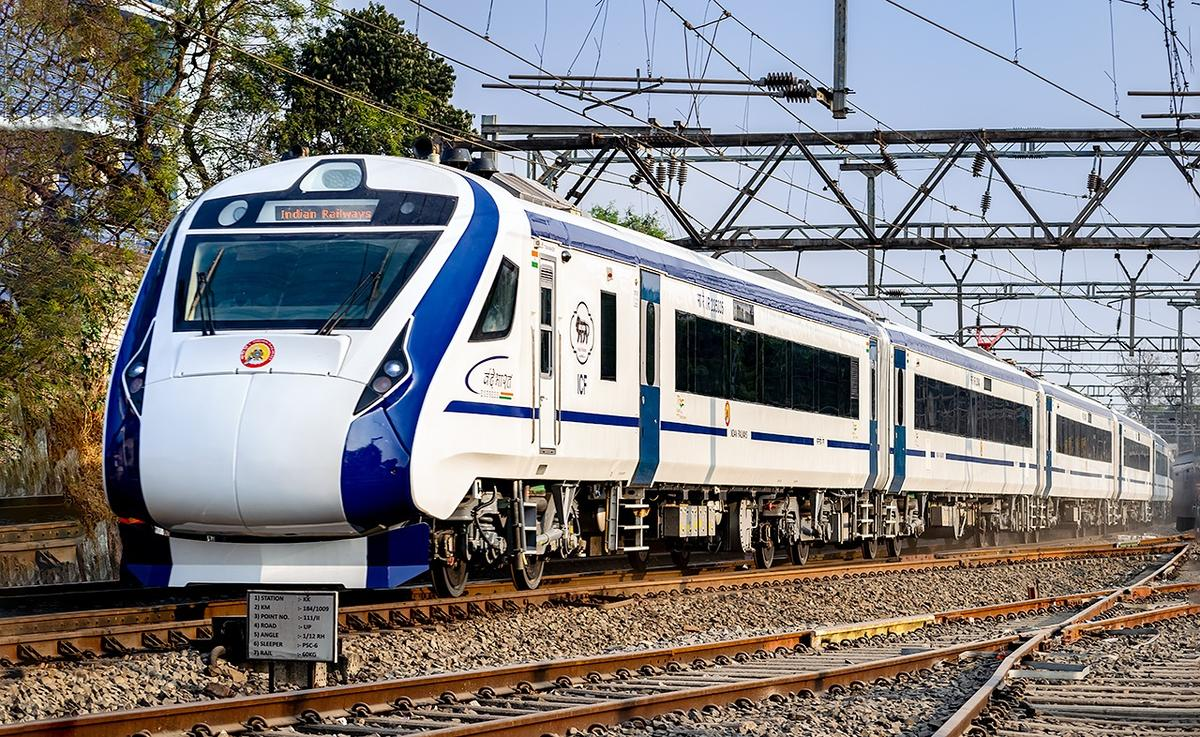
2023年撮影
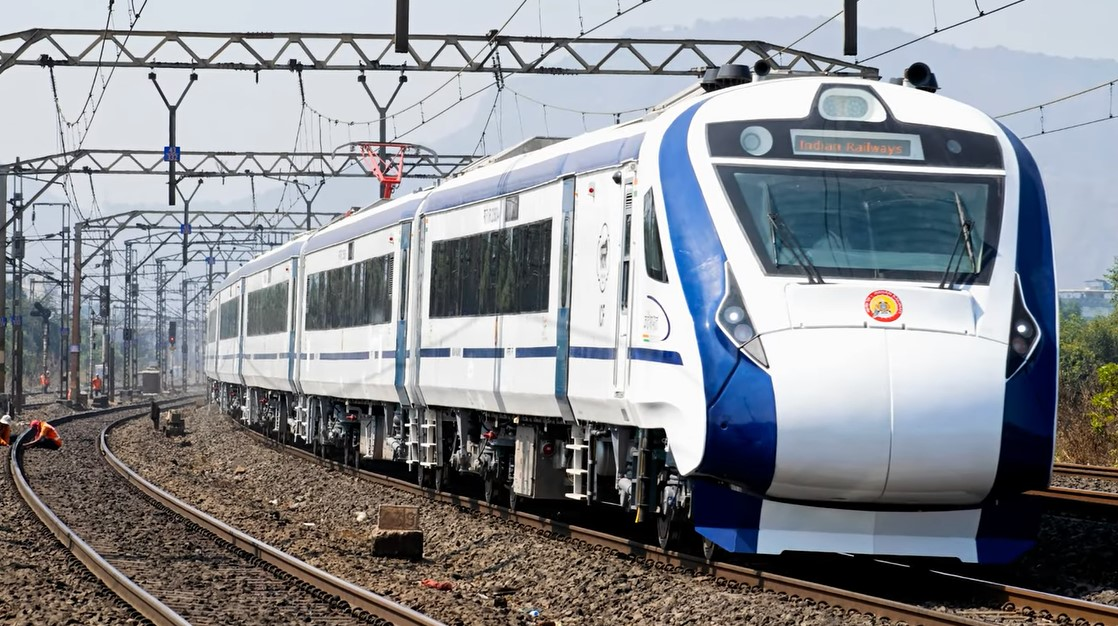
2023年撮影
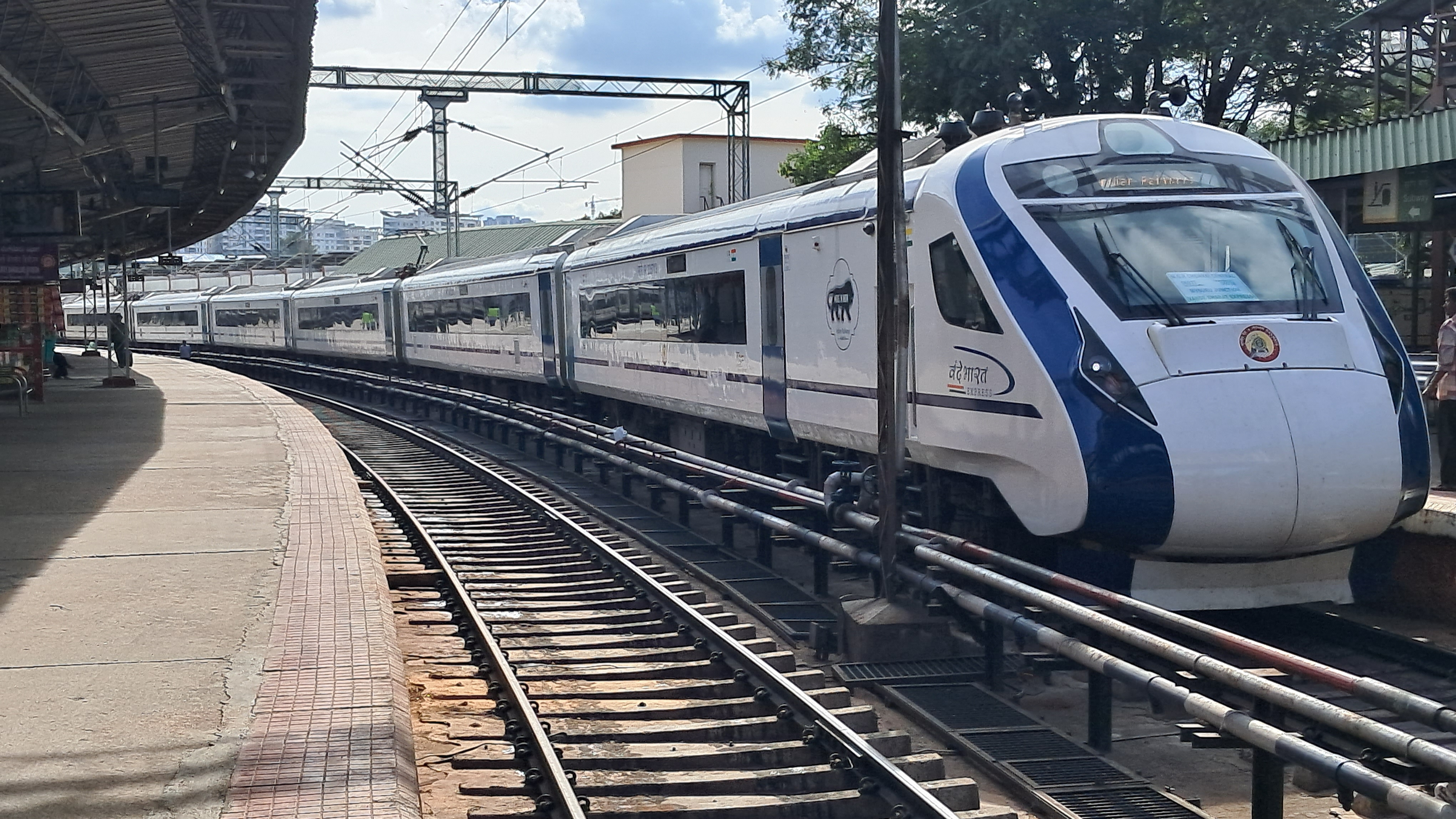
2023年撮影
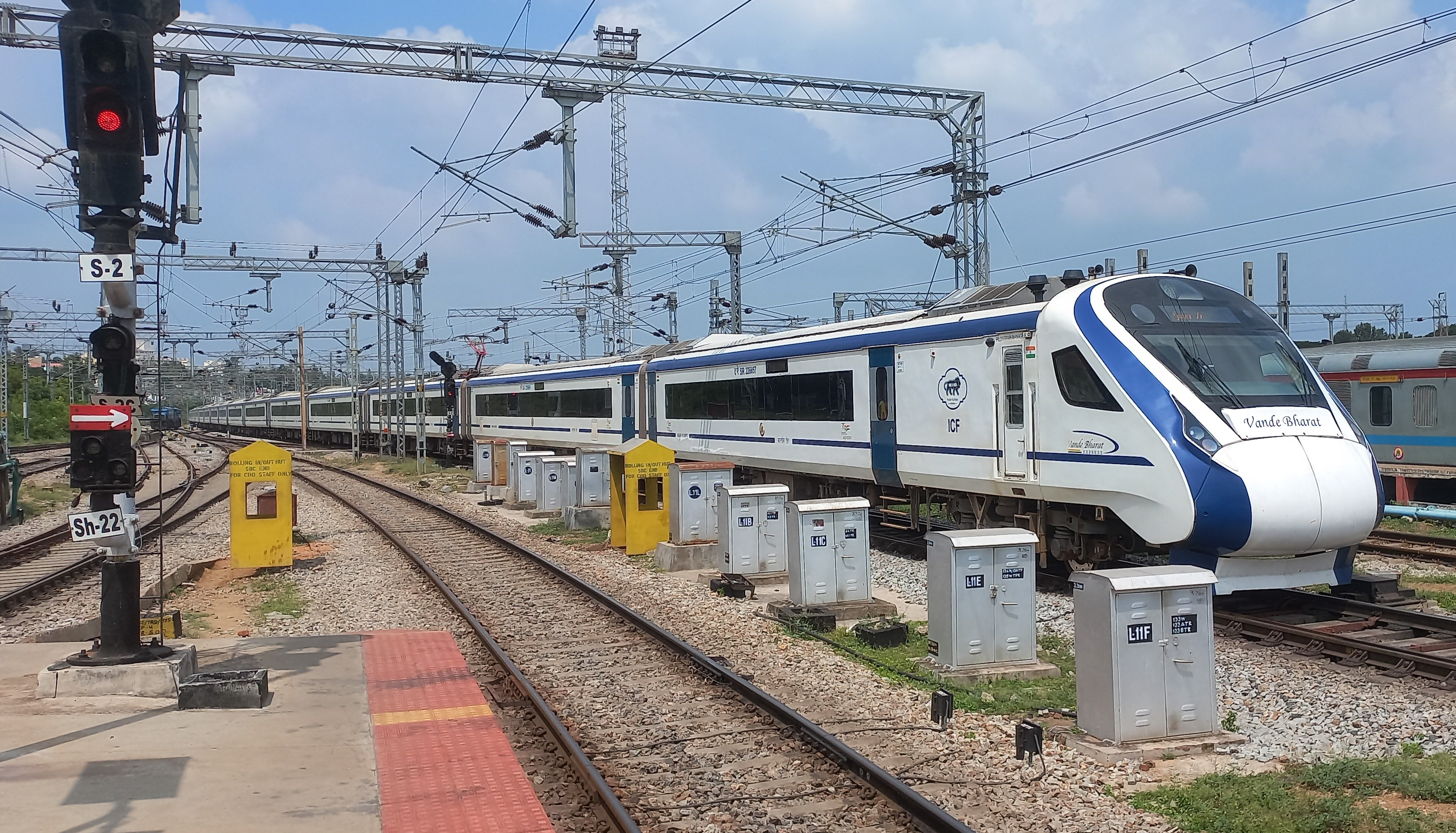
2023年撮影
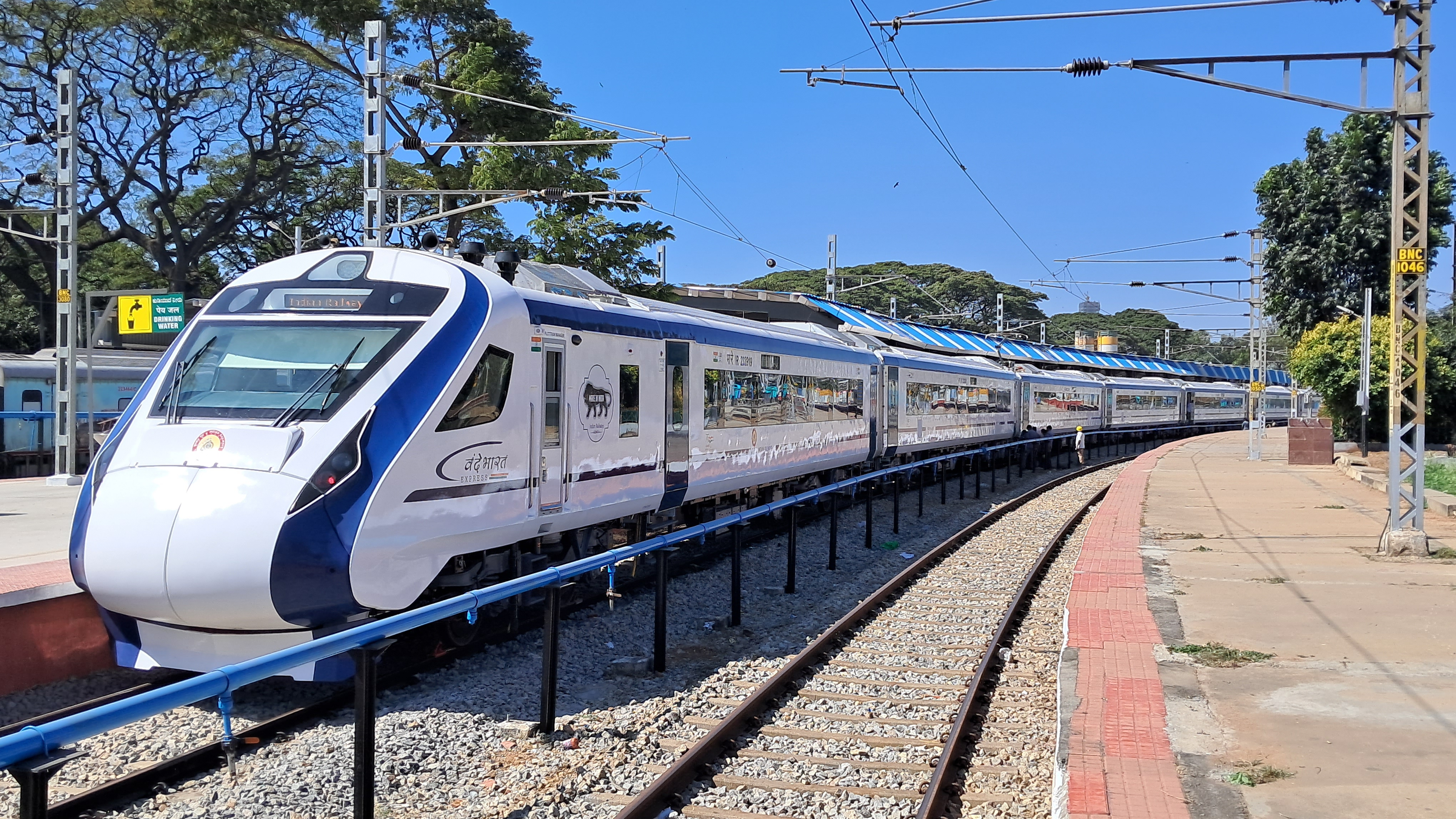
2023年撮影
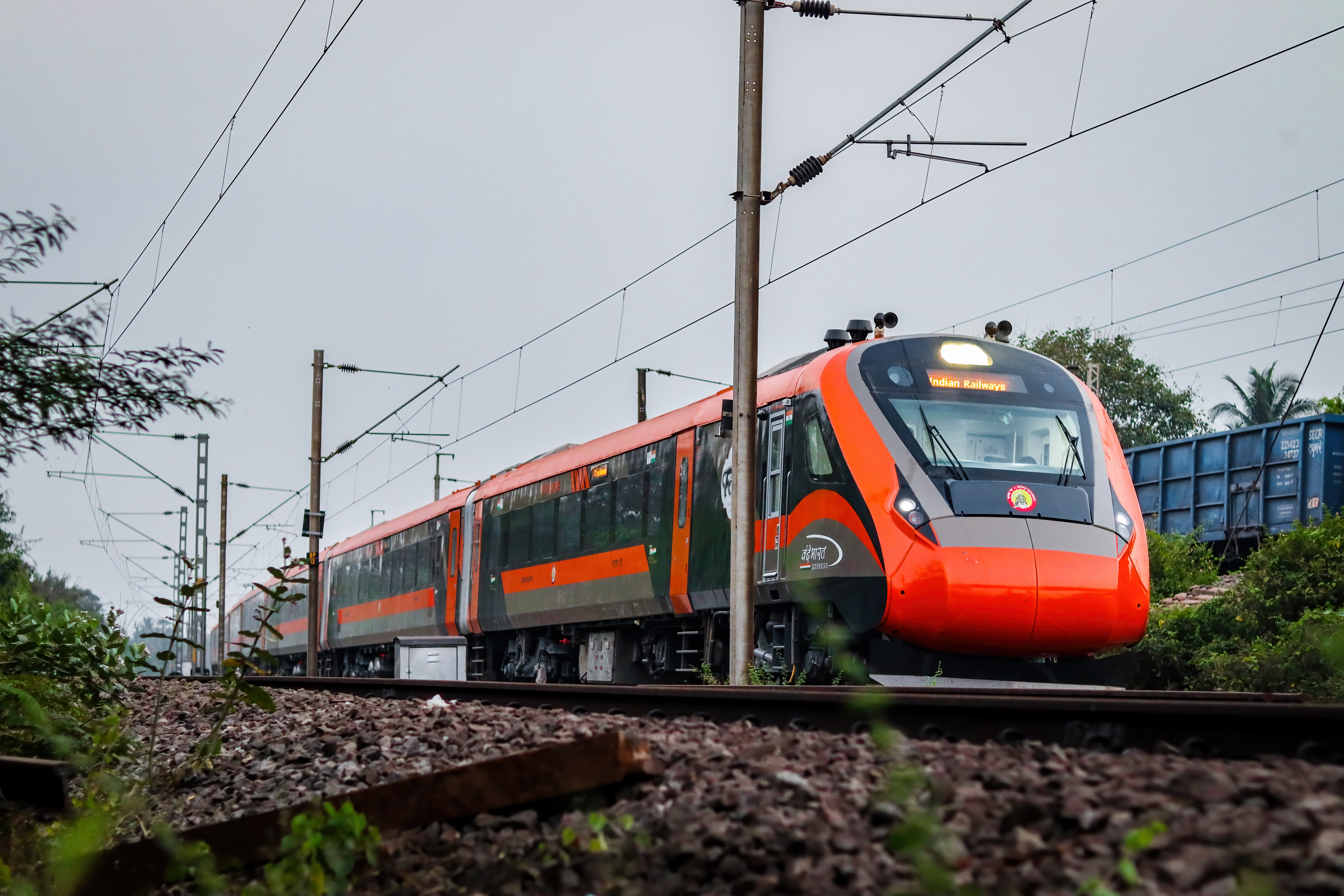
2024年撮影
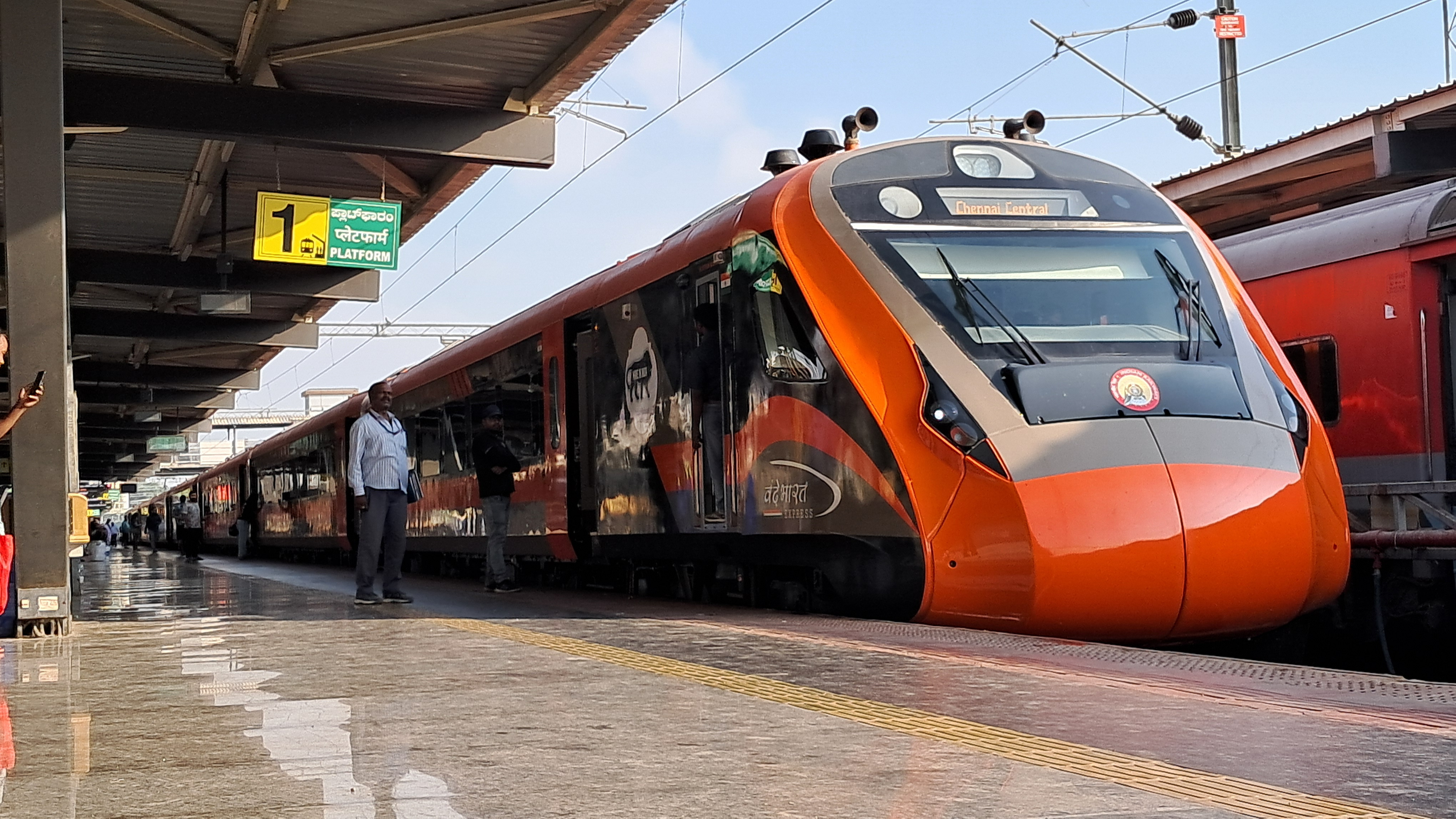
2024年撮影
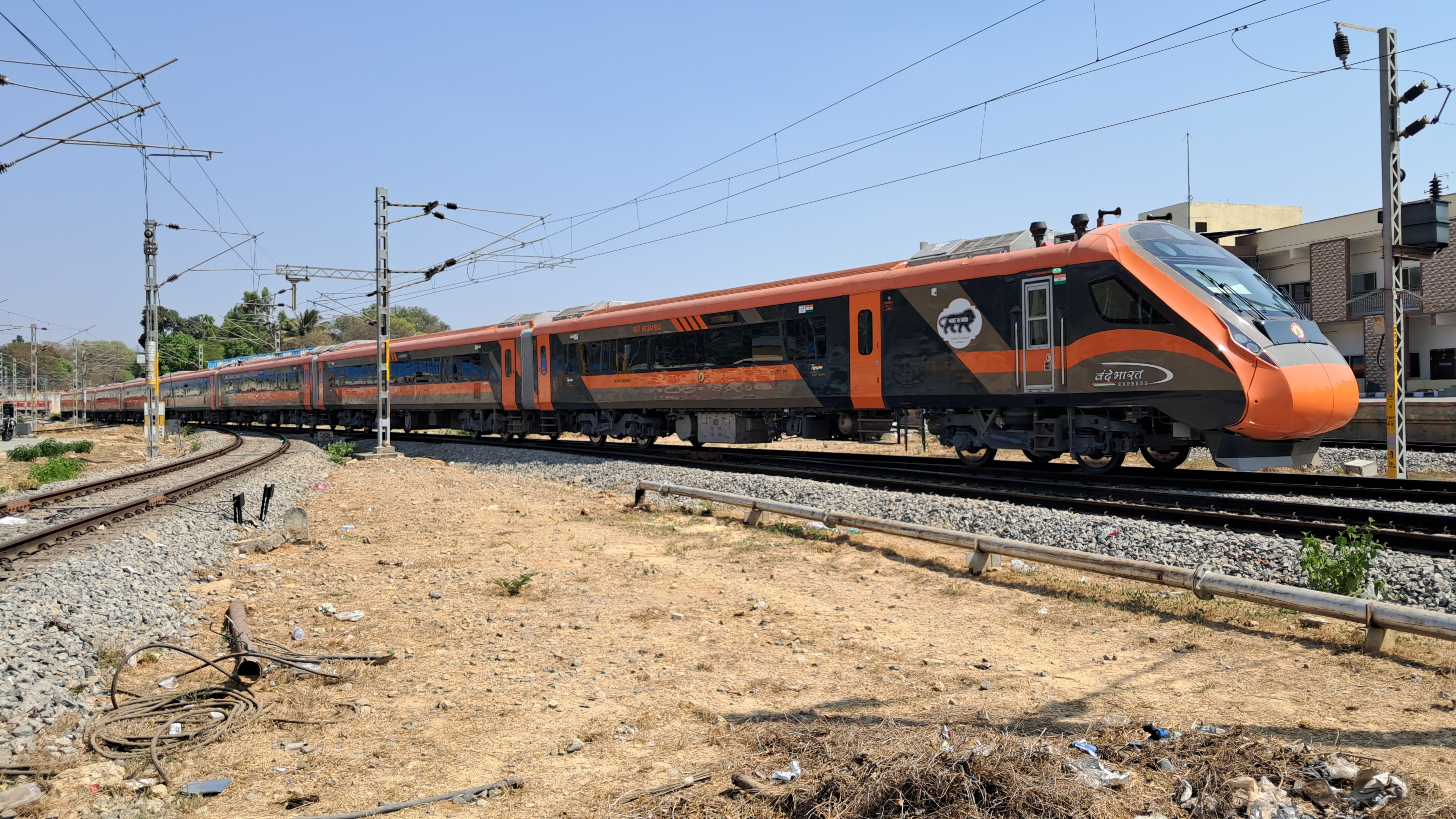
2024年撮影

## 発展車両

### 寝台列車
2022年、インド鉄道は列車の高速化事業の一環として、全席が寝台座席となっている夜行列車用の長距離電車を製造する計画を発表した。編成は全車冷房が搭載されており、最新技術を導入する事により従来の客車を用いた寝台列車から速度や快適性の向上が図られる。最初の車両は2024年3月中に完成し、同年4月から試運転が実施される事になっている。

### 短距離区間用列車
インド鉄道では2024年以降、営業距離300 km未満の都市間列車向けに、ヴァンデ・バーラト急行用電車を基にした「ナモ・バーラト・ラピッド・レール」（Namo Bharat Rapid Rail）の導入を進めている。これらは従来の都市間電車（MEMU）の置き換え用として導入が検討されており、最高速度は130 km/hを計画している。車内には全車ともに冷房が搭載されている一方、レイアウトは立席を考慮したものになっており、各車の定員は280人（着席100人）となる。